# Österreichischer Staatspreis für Literaturkritik
Der Österreichische Staatspreis für Literaturkritik ist ein Literaturpreis, der als Staatspreis der Republik Österreich alle zwei Jahre, abwechselnd mit dem Österreichischen Staatspreis für Kulturpublizistik, für hervorragende Beiträge auf dem Gebiet der Literaturkritik verliehen wird. Der Preis ist mit 10.000 Euro dotiert (Stand 2023).

## Preisträger
- 1990: Ulrich Weinzierl
- 1991: Hans Haider
- 1992: Thomas Rothschild
- 1993: Wendelin Schmidt-Dengler
- 1995: Anton Thuswaldner
- 1997: Ruth Klüger
- 1999: Konstanze Fliedl
- 2001: Daniela Strigl
- 2003: Gerhard Moser
- 2005: Paul Jandl
- 2007: Franz Josef Czernin
- 2009: Klaus Amann
- 2011: Klaus Nüchtern
- 2013: Erich Klein
- 2015: Brigitte Schwens-Harrant[1]
- 2017: Evelyne Polt-Heinzl[2]
- 2019: Katja Gasser[3]
- 2021: Stefan Gmünder[4]
- 2023: Klaus Kastberger[5]
- 2025: Peter Zimmermann[6][7]